# Villadia klopfensteinii
Villadia klopfensteinii är en fetbladsväxtart som beskrevs av Pino och Cieza. Villadia klopfensteinii ingår i släktet Villadia och familjen fetbladsväxter. Inga underarter finns listade i Catalogue of Life.